# Abdulla Qodiriy

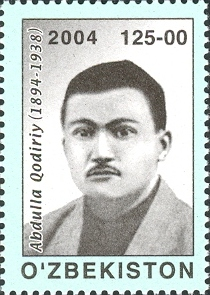
Qodiriy auf einer usbekischen 125-Soʻm-Briefmarke aus dem Jahr 2004

Abdulla Qodiriy (usbekisch-kyrillisch Абдулла Қодирий; russisch Абдулла Кадыри Abdulla Kadyri; auch Abdullah Qadiri; nom de plume Julqunboy; * wahrscheinlich am 10. April 1894 in Taschkent; † 4. Oktober 1938 ebendort) war ein usbekischer und sowjetischer Schriftsteller. Qodiriy, der zu Beginn seiner schriftstellerischen Tätigkeit von der Reformbewegung des Dschadidismus beeinflusst war, ging als erster usbekischer Romancier in die zentralasiatische Literaturgeschichte ein. Er fiel 1938 den stalinistischen Säuberungen zum Opfer.

## Leben
Von Abdulla Qodiriy stammen unterschiedliche Angaben über sein Geburtsjahr; laut einer Verteidigungsschrift aus dem Jahr 1926 – neben den Erinnerungen seines Sohnes „die wichtigste Quelle“ für seine Lebensumstände – wurde er im Jahr 1894 in Taschkent, damals Generalgouvernement Turkestan, geboren. Sein Vater war zum Zeitpunkt seiner Geburt bereits über 70 Jahre alt; Abdulla Qodiriy wuchs als mittleres der drei Kinder aus der vierten Ehe seines Vaters auf, die nicht als Säuglinge verstarben. Die bescheidenen Familienverhältnisse erlaubten Qodiriy erst im Alter von neun bis zehn Jahren den Besuch einer Grundschule; als Zwölfjähriger arbeitete er für einen Kaufmann, der ihn auf eine russische Schule schickte, damit er ihm mit seinen Russischkenntnissen beim Umgang mit der russischen Verwaltung helfen konnte. Nach zwei Jahren verließ Qodiriy diesen Kaufmann, unterstützte fortan seinen Vater und seinen Bruder bei der Gartenarbeit und am Basar, konnte aber dennoch 1912 den Schulabschluss machen. Um 1913 verfasste er seine ersten Gedichte. Nach dem Schulabschluss arbeitete er bei einem Stoffhändler, dessen Tochter er 1914 heiratete. Aus dieser Ehe stammen Qodiriys zwei Söhne und drei Töchter. Während er bei seinem Schwiegervater arbeitete, kam Qodiriy in Kontakt mit tatarischen Zeitungen und begann daraufhin selbst Artikel zu verfassen. Um diese Zeit schrieb Qodiriy außerdem einige Erzählungen und 1915 sein einziges Drama, Baxtsiz kuyov („Der glücklose Bräutigam“). Zwischen 1915 und 1917 studierte er an der Taschkenter Abdul-Kasim-Medresse islamische Wissenschaften und lernte dabei auch Arabisch und Persisch.
Nach dem Sturz Nikolaus’ II. 1917 meldete sich Qodiriy freiwillig für die Volksmiliz, kurze Zeit später begann er fürs Proviantkomitee der Taschkenter Altstadt zu arbeiten. Ab Anfang 1919 war er als Publizist dieses Komitees für dessen Zeitung tätig und verfasste darüber hinaus auch Artikel für andere Zeitungen. Ab 1923 war er Redaktionsmitglied der neu geschaffenen humoristischen Zeitschrift Mushtum („Faust“). 1924 ging Qodiriy für ein Jahr nach Moskau, wo er am Brjussow-Literaturinstitut eine Fortbildung absolvierte, schrieb in dieser Zeit aber weiterhin für usbekische Zeitungen. Sein erster Roman Oʻtkan kunlar („Vergangene Tage“) erschien 1926 in korrigierter Fassung in Buchform, nachdem Qodiriy ihn ab 1922 in Fortsetzungen in Zeitschriften veröffentlicht hatte.
1926 wurde Qodiriy wegen des Artikels Yigʻindi gaplar („Ein Haufen Worte“), erschienen in der Zeitschrift Mushtum, verhaftet und wegen Beleidigung hochstehender Persönlichkeiten, reaktionärer Haltung und Nationalismus angeklagt. Qodiriy, der sich selbst verteidigt hatte, wurde zu zwei Jahren Haft verurteilt, aber auf Betreiben Yoʻldosh Oxunboboyevs noch im selben Jahr freigelassen. Qodiriys journalistische Tätigkeit hörte nach dem Prozess fast ganz auf; stattdessen widmete er sich dem Verfassen größerer Prosawerke. Sein zweiter Roman, Mehrobdan chayon („Der Skorpion aus der Gebetsnische“), erschien 1929, nachdem Akmal Ikromov, damals Generalsekretär der Kommunistischen Partei der Usbekischen SSR, seine Zustimmung gegeben hatte. Qodiriys Haupterwerbsquelle in jener Zeit war manuelle bäuerliche Arbeit, außerdem übersetzte er unter anderem ein Schulbuch aus dem Tatarischen und russische Werke von Tschechow und Gogol ins Usbekische und beteiligte sich an den Arbeiten für ein russisch-usbekisches Wörterbuch.
1932 wurde Qodiriy gebeten, im neu gegründeten usbekischen Schriftstellerverband mitzuarbeiten. Qodiriy ging darauf ein und war im Mai desselben Jahren bereits Teil der usbekischen Delegation, die zu einer Tagung nach Moskau reiste. Ungefähr zu dieser Zeit regte ihn Fayzulla Xoʻjayev an, ein Werk über die Kollektivierung der Landwirtschaft und das Leben in den Kolchosen zu schreiben. Diesen Roman, Obid Ketmon („Obid, die Hacke“), im Stil des sozialistischen Realismus verfasst, erschien 1935. Den Erinnerungen seines Sohnes Habibulla zufolge sammelte sein Vater zudem seit 1929 Material für einen weiteren Roman, der Amir Umarxonning kanizi („Die Sklavin des Emirs Umar-Chan“) heißen sollte und wie seine ersten beiden Romane ein historischer Roman werden sollte. Von diesem Werk sind keine Manuskripte erhalten. 1934 erfüllte Qodiriy den Auftrag, für eine Buchausstellung anlässlich eines Schriftstellerkongresses im Gorki-Park alte Handschriften zu sammeln.
Insbesondere 1937 war Qodiriy Angriffen in der Presse ausgesetzt; ihm wurde vorgeworfen, er sei ein Gegner des Regimes, Mitglied einer konterrevolutionären Organisation, die mit Trotzkisten zusammenarbeite, und stehe Xoʻjayev und Ikromov nahe. Am 31. Dezember 1937 wurde er festgenommen und anschließend monatelang verhört. Qodiriy wurde ein Opfer des Großen Terrors: Unter Folter gab er zu, bis 1932 ein Nationalist gewesen zu sein, gab aber an, sich gebessert zu haben, und wies die gegen ihn erhobenen Vorwürfe zurück. In einem Scheinprozess wurde er am 5. Oktober 1938 in Taschkent zum Tod durch Erschießen verurteilt, doch war dieses „Urteil“ Archivdokumenten zufolge bereits am Tag zuvor vollstreckt worden.

## Rezeption und Würdigung
Qodiriys Werke waren nach seinem Tod in der UdSSR verboten. Nach dem XX. Parteitag der KPdSU im Jahr 1956 wurde Qodiriy jedoch rehabilitiert und seine Werke wurden wenig später in zensierter Form wieder veröffentlicht. Die Informationen über seinen Tod gelangten erst 1989 durch einen Artikel des Historikers Ruben Safarov auf Basis von Archivdokumenten des usbekischen Komitees für Staatssicherheit an die Öffentlichkeit. Qodiriys Romane sind seit den 1960er-Jahren Lehrstoff an den Schulen Usbekistans. Im eben erst unabhängig gewordenen Usbekistan wurde ein Staatspreis für Künste nach Abdulla Qodiriy benannt; ihm selbst wurde 1991 durch den usbekischen Präsidenten Islom Karimov der nach ʿAli Schir Nawāʾi benannte höchste Staatspreis für Künste postum verliehen sowie 1994 der Unabhängigkeitsorden für seinen herausragenden Beitrag zur Entwicklung der usbekischen Literatur. Heute tragen in Qodiriys Heimatstadt Taschkent eine Straße, ein Park und eine Station der Metro seinen Namen.
Qodiriys Werke wurden zum Teil noch zu seinen Lebzeiten, zum Teil nach seiner Rehabilitation in mehrere Sprachen übersetzt, darunter ins Aserbaidschanische, Russische und Englische sowie Oʻtkan kunlar 1968 unter dem Titel „Die Liebenden von Taschkent“ ins Deutsche. In der 2020 erschienenen revidierten deutschen Ausgabe der "Liebenden von Taschkent" wurden die Originalpassagen wieder eingefügt, die der Zensur zum Opfer gefallen waren. Qodiriys historische Romane wurden mehrfach verfilmt: Bei Usbekfilm erschien Oʻtkan kunlar 1969 (deutscher Titel: Vergangene Tage) und 1973 der Film Pobeg is tmy nach dem Roman Mehrobdan chayon – beide Filme entstanden unter der Regie von Yoʻldosh Aʼzamov. Eine zweite Verfilmung von Oʻtkan kunlar erschien 1997, 1998 zudem eine 15-teilige auf Mehrobdan chayon basierende Fernsehserie. The Devil’s Dance (im usbekischen Original erschienen 2016), ein Roman des britisch-usbekischen Schriftstellers Hamid Ismailov, handelt von Qodiriys verlorenem Roman Amir Umarxonning kanizi und seiner letzten Lebensphase im Gefängnis.
Weithin anerkannt ist Qodiriy insbesondere für seine Verdienste um die Schaffung einer usbekischen Literatursprache. Mit dem Ziel, für breite Schichten verständliche Texte zu schreiben, orientierte er sich an der Sprache des Volkes, brachte die lebendige Sprache zu Papier, und schaffte es dabei, einerseits sehr lebendige Figuren zu gestalten und andererseits die usbekische Prosa für Generationen zu standardisieren. Qodiriy gilt als „erste[r] große[r] Schriftsteller der usbekischen Literatur überhaupt“ und als Gründervater der usbekischsprachigen Prosaliteratur, sein Roman Oʻtkan kunlar als ihr Gründungsdokument. Betont wird auch Qodiriys Bedeutung für die sowjetische Literatur über den usbekischen Sprachraum hinaus: Der Kasache Muchtar Äuesow bezeichnete Qodiriy 1967 als „hervorragendsten Meister der künstlerischen Prosa der gesamten sowjetischen türksprachigen Literatur der 1920er Jahre“. Oʻtkan kunlar wurde „als eines der grundlegenden Werke der historischen Romanliteratur der gesamten Sowjetunion“ bezeichnet. Neben verschiedenen überlieferten Anekdoten zeugen vor allem die für damalige Verhältnisse hohen Auflagenzahlen von mehreren tausend Exemplaren von der Beliebtheit des Autors.
Qodiriys literarisches Schaffen ist sowohl von der russisch-europäischen Literatur als auch von traditionellen zentralasiatischen Genres beeinflusst. So finden sich in Qodiriys vorrevolutionärem lyrischen Werk klassische tschagataische Gedichtformen. Mit seinen satirischen Werken folgte Qodiriy sowohl dem regionalen Zeitgeist als auch einer literarischen Tradition. Eine für die Zeit des Dschadidismus in Turkestan charakteristische Kunstform war das didaktische Theater, dem auch Baxtsiz kuyov zugeordnet werden kann. Die Kurzgeschichte Juvonboz (“Der Päderast”, 1915) ist klar reformistischen Inhalts, wohingegen andere Kurzgeschichten aus demselben Jahr einen höheren künstlerischen Anspruch haben. Seine Hinwendung zum historischen Roman fußt auf seiner Kenntnis fremdsprachiger Literatur, im Besonderen der Schriften des Dschurdschī Zaidān.
Die Kritik, die an Qodiriy geäußert wurde, war vor allem ideologischer Natur. Qodiriy verteidigte sich gegen den Vorwurf, reaktionär zu sein, mit den Worten: „Wer auch immer etwas gegen mich gesagt hat oder sagen wird, ich bin ein eifriger Schüler von Lenin und Marx, weil ich von Lenin begeistert bin und von Marx inspiriert worden bin.“ Zeitgenossen wie Mixail Sheverdin und Sotti Husayn warfen Qodiriys historischen Romanen vor, die niederen Gesellschaftsschichten nicht zu repräsentieren, eine idealisierte Beschreibung der aufsteigenden Händlerklasse zu geben und im Kern romantisch-nationalistisch zu sein. Olim Sharafiddinov und Jumaniyoz Sharipov verrissen Obid Ketmon als antisowjetisch. Bemängelt wurde auch, dass Qodiriy den Klassenkampf zu wenig hervorhebe.
Mittlerweile sind Qodiriys Romane als bedeutende Leistung der usbekischen sozialistischen Literatur anerkannt. Sigrid Kleinmichel behandelt in ihrer Studie über Qodiriys Romane auch die zeitgenössische Kritik und die Polemik gegen diese „erste Welle der Literaturkritik“ nach Qodiriys Rehabilitation. Betonte Sotti Husayn etwa Qodiriys Herkunft aus dem Kleinbürgertum, hebt die zweite Phase der usbekischen Literaturkritik Qodiriys Herkunft aus den ärmeren Schichten der Bevölkerung hervor und versucht herauszuarbeiten, dass sich bereits in seinen historischen Romanen der sozialistische Realismus abzeichne.